# Переспа (станция метро)
«Пере́спа» (бел. Пярэспа) — строящаяся станция Зеленолужской линии Минского метрополитена. Станция будет располагаться в Центральном районе Минска на пересечении проспекта Машерова и улицы Кропоткина. Название станция получила по историческому району Минска, рядом с которым расположена. Ориентировочный срок завершения строительства — 2028—2029 годы.

## История
Согласно ранним проектам развития Минского метрополитена третья линия должна была соединить микрорайон Курасовщина на юге Минска с перспективными жилыми районами в окрестностях посёлка Новинки на севере города. Однако строительство жилых массивов на севере Минске в советское время так и не было начато, и к середине 1980-х годов конечным направлением северного участка третьей линии становится расположенный на северо-востоке города микрорайон Зелёный Луг.
В соответствии со схемой линий метрополитена города Минска 1992 года на пересечении улиц Варвашени и Кропоткина была запланирована станция с проектным названием «Варвашени». После того, как в 2005 году улицы Иерусалимская, Дрозда и Варвашени были объединены в проспект Машерова, в качестве рабочего стало использоваться название станции «Проспект Машерова».
В 2016 году решением Мингорисполкома станция третьей линии расположенная на пересечении проспекта Машерова и улицы Кропоткина получила название «Переспа». Название происходит от малой реки Переспа, давшей название предместью, а затем историческому району Минска. В 2022 году название Переспа было официально присвоено кварталам Минска, расположенным севернее будущей станции.
Станция «Переспа» будет строиться в составе первой очереди второго участка Зеленолужской линии, вместе со станциями «Профсоюзная», «Парк Дружбы народов» и «Комаровская». В ноябре 2022 года была завершена разработка проекта инженерной подготовки данного участка. Все подготовительные работы по перекладке инженерных коммуникаций, сносу зданий и строительству объездов планируется выполнить в период с 2023 по 2025 годы.
В июне 2025 года завершились подготовительные работы и началось строительство станции.

## Конструкция и оформление
Станция «Переспа» спроектирована как колонная трёхпролётная станция мелкого заложения с одним центральным вестибюлем, расположенным над платформой. Спуск на платформу будет осуществляться по двум эскалаторным группам. На одном из спусков между эскалаторами будет размещаться дополнительная лестница, на противоположном спуске — лифт для маломобильных групп населения. Как и на всех прочих станциях Зеленолужской линии, платформа станции «Переспа» будет оснащена защитными экранами с автоматическими дверями.
Особенностью оформления будет широкое использование лицевого тонированного бетона со светодиодной подсветкой, изменяющей цвет в течение дня. B центральной части потолка двусветной зоны платформы расположится светящаяся декоративная композиция, стилистически и композиционно являющаяся продолжением графического панно на стене. Для облицовки стен и полов используют также материалы из керамогранита, стекла и металла.

## Награды
За проект станции «Переспа» коллектив ОАО «Минскметропроект» был награждён дипломом первой степени XX Республиканского конкурса на лучшее архитектурное произведение в номинации «Интерьеры зданий и сооружений».